# Aurora Project
Aurora Project（日語：オーロラ・プロジェクト）是創業於2005年的日本AV片商。主要是開發單體女優為主。公司地點位於日本東京都。作品主要是以凌辱、體內射精作為導向。公司主要的AV監督為葵刀樹。

## 主要系列作品
- 放課後美少女H
- 制服が似合う素敵な娘
- LOVE DOLL
- LUSH

## 外部連結
- Aurora Project官方網站（页面存档备份，存于）